# ウィリアム・オウスリー
ウィリアム・オウスリー（アウスリー、英: William Owsley、1782年3月24日 - 1862年12月9日）は、19世紀アメリカ合衆国の政治家、弁護士であり、第16代ケンタッキー州知事、ケンタッキー州控訴裁判所陪席判事を務めた。またケンタッキー州議会の上院と下院双方の議員も務め、ジェイムズ・T・モアヘッド知事の時にはケンタッキー州州務長官だった。
オウスリーはジョン・ボイルの下で法律を勉強した。ケンタッキー州下院議員を短期間務めた後、ボイルと共にチャールズ・スコット州知事から控訴裁判所判事に指名された。この判事である間に旧裁判所・新裁判所論争に巻き込まれた。1824年、州議会は債務者救済法に関する裁判所の判断に不満を抱き、控訴裁判所を廃止して、新しい裁判所に置き換えようとした。暫くの間新旧の裁判所が同時に運営され、双方が州内の最終審であると主張した。旧裁判所の支持者が議会の支配力を取り戻し、1826年には新裁判所を廃した。オウスリーはその2年後に控訴裁判所判事を辞任した。
1831年、オウスリーは州議会に復帰し、1834年にモアヘッド州知事から州務長官に指名されるまで務めた。1836年には法律実務を再開したが、1843年にはそれも辞めた。翌年、ホイッグ党の州知事候補に指名され、選挙ではウィリアム・O・バトラーを破って当選した。オウスリーは財政面で保守的な政策を採り、州の負債を削減することができた。米墨戦争には反対していたが、ケンタッキー州から多くの志願兵が従軍した。州務長官のベンジャミン・ハーディンを罷免したときに、オウスリーの人気は急速に衰えた。ハーディンは罷免について裁判所に異議申し立てを行って勝訴し、オウスリーの行動に対する抗議で辞任し、その役人指名について縁故主義だと告発した。オウスリーは知事を辞めた後は公職を求めようとしなかった。オウスリーは1862年12月9日に死に、ダンビルのベルビュー墓地に埋葬された。

## 初期の経歴
ウィリアム・オウスリーは1782年3月24日にバージニア州で生まれた。父も同じ名前のウィリアム、母はキャサリン（旧姓ボーリン）であり、その13人の子供の3番目だった。1783年、オウスリー家はケンタッキー州リンカーン郡に移転し、クラブオーチャードとスタンフォードの開拓地の間に入植した。オウスリーは地域の公立学校でしか勉強していないが、同級生達よりも成績が良かった。1802年3月30日、ケンタッキー州民兵隊第26連隊の副官に指名された。
オウスリーは暫くの間郡の学校で教師をしており、1803年には生徒の一人だったエリザベス・ギルと結婚した。エリザベスは17歳になるところであり、オウスリーは21歳だった。夫妻には6人の子供が生まれた。教師をしている間に測量法を勉強し、副測量士にもなった。後にはリンカーン郡の上級保安官だった父の下で副保安官を務めた。その職を務めている間に、ジョン・ボイルの関心を惹き、ボイルは蔵書の利用を申し出てくれた。オウスリーはこの機会を利用して、ボイルと共に法律を勉強した。1809年、オウスリーはゲアリド郡で法律事務所を開いた。

## ケンタッキー州控訴裁判所
1809年、オウスリーはケンタッキー州下院議員に選ばれ、1期を務めた時にその政歴が始まった。1810年、チャールズ・スコット州知事がオウスリーをケンタッキー州控訴裁判所陪席判事に指名し、オウスリーの教師だったジョン・ボイルと共にその職を務めた。その指名から間もなく、州議会が裁判所の判事数を減らしたので、オウスリーは辞任した。1811年には下院議員に再度選ばれた。1813年に控訴裁判所判事に空きができたとき、アイザック・シェルビー州知事が再度オウスリーを判事に指名した。
オウスリーが判事を務めていた間で最も重大な判決は、「ケンタッキー州対ジェイムズ・モリソン事件」のものであり、第二合衆国銀行はケンタッキー州に支店を持てないというものだった。後にアメリカ合衆国最高裁判所がこの判決を無効にした。
2つめに重要な判決は、オウスリーも関わった「ブレア他対ウィリアムズ事件」判決であり、1820年の動産占有回復法を取り消したものだった。この法は、債権者がケンタッキー銀行の紙幣での支払を受け入れない限り、債務者はその債務返済を2年間延長できるとしたものだった。オウスリーとその仲間の判事は、この法がアメリカ合衆国憲法に規定される契約条項に違背していると考えた。この判断はケンタッキー州民の間で著しく不評だったが、関連のある「ラプスリー対ブラシュカーズとバー事件」に対する裁判所意見で再確認された。
これら判決の後で、議会は判事3人を全てその職から罷免しようとしたが、弾劾に必要な3分の2多数までは届かなかった。議会は続いて控訴裁判所を廃止し、新しい裁判所を創ろうとしたので、旧裁判所・新裁判所論争が始まることになった。旧裁判所の判事であるオウスリー、ジョン・ボイル、ベンジャミン・ミルズの3人はそのまま判事の職を続け、一方で債務者救済派の判事4人による新裁判所が議会によって組織された。暫くの間新旧の裁判所が州内の最終審であると主張したが、1826年には旧裁判所の支持者が議会の支配力を取り戻し、新裁判所を廃した。
旧裁判所・新裁判所論争を通じて裁判所を監督していた首席判事のボイルが1826年に辞任した。1828年12月ミルズとオウスリーも辞任した。彼等の辞任は、敗れた新裁判所派から人民の意志に反してその職を保持しているという批判を黙らせようとしたものだった。旧裁判所支持派は、両名が議会によって再指名され再確認されれば、新裁判所の告発を信用できないものにできることを期待した。この年に新たに選ばれたトマス・メトカーフ州知事は、議会に対して両名を再確認するよう提案したが、州議会上院で否決された。これで判事としてのオウスリーの任務は終わった。当時ジョン・ボイルを除けば、控訴裁判所判事として最長の任期になっていた。オウスリーは法律実務に復帰し、間もなくその業務量の故にフランクフォートへの移転を強いられることになった。

## ケンタッキー州知事
1831年、オウスリーはケンタッキー州議会に復帰し、1832年から1834年は州上院議員を務めた。1833年にはヘンリー・クレイの大統領選挙人にもなった。1834年、ジョン・ブレシット州知事の死により、ジェイムズ・T・モアヘッドがその後任になると、1834年から1836年というその短い任期のために、オウスリーを州務長官に任命した。1843年、オウスリーは法律実務から引退し、ボイル郡に農場を購入した。
1844年、オウスリーはホイッグ党公認で州知事候補となり、民主党候補のウィリアム・O・バトラーを、59,792 票対 55,089 票で破って当選した。オウスリーは財政面で保守的な政策を採り、州の負債を僅かに減少させた。火事で損傷を受けた州刑務所の再建は躊躇した。歳出には控えめだったが、州議会に公共教育の予算拡大は奨励した。「金以外の何もそれをなさない。適切な部門、すなわち議会がその予算を上げる要不要を判断することを任されている」と宣言した。これに対して議会は公共教育に資する少額の課税法案を通しただけだった。オウスリーが知事である間の1847年に公共教育監督官としてロバート・J・ブレッキンリッジを指名したことが大きく、教育は進歩した。ブレッキンリッジは南北戦争前のケンタッキー州で教育体系を創り上げたものとされている。
1845年、アメリカ合衆国陸軍長官ウィリアム・L・マーシーがケンタッキー州に、新しいテキサス州におけるザカリー・テイラーの軍隊を増強するための民兵隊提供を求めてきた。オウスリーはにべもなくこの要請を断ったが、マーシーが要請してきたという噂が州民に届くと、多数が志願して出て、テイラー軍を補強するために殺到した。米墨戦争のときもマーシーの軍隊要請にたいして、オウスリーは同じように無気力だった。ホイッグ党仲間のジョン・クリッテンデンやヘンリー・クレイと共に、この紛争を「ポーク氏の戦争」と揶揄していた。しかし、州内の郵便局員がマーシーの手紙をオウスリーに届ける前に開封し、連邦政府が再度軍隊を要求してきているという噂を広めた。1846年5月22日にオウスリーは正式に志願兵募集を呼びかけたが、その時までにケンタッキー州の全連隊が既に編成されていた。オウスリーは戦争に個人的には反対していたが、マーシーに対する報告書では、ケンタッキー州が要請された勢力の5倍以上にあたる13,700名の志願兵を集めたと自慢していた。
オウスリーの知事としての任期は、州務長官ベンジャミン・ハーディンとの確執で災いされた。ハーディンは、州知事選挙でオウスリーを支持することにより、他の役人任命でもオウスリーの選択に影響力を及ぼせると考えた。ハーディンがその影響力の無さに憤懣を募らせるに従って、ハーディとオウスリーの関係は緊張していった。1846年9月1日、オウスリーはその閣僚からハーディンを罷免した。その理由はハーディンがフランクフォートに住んでいなかったのでその任務を放棄したというものだった。ハーディンは罷免の根拠に対する異議申し立てを行い、オウスリーがハーディンの後任にジョージ・B・キンキードを指名したときに、州上院は30票対8票で、州務長官の職は空いていないと票決した。ケンタッキー州控訴裁判所はこの判断を支持した。ハーディンは自分が支持されたと分かった後で辞任し、オウスリーを縁故主義を実行しているとして告発した。1850年のケンタッキー州憲法では、州知事が州務長官を罷免する権限を外された。
オウスリーは知事任期が明けると、ダンビルの農園に引退し、そこで1858年に妻が死ぬまで生活した。その後子供達と生活し、1862年12月9日に死んだ。ダンビルのベルビュー墓地に埋葬されている。ケンタッキー州オウスリー郡はオウスリーの栄誉を称えて命名された。政界に出た初期に住んだゲアリド郡の居宅であるプレザント・リトリートは、アメリカ合衆国国家歴史登録財に指定されている。